# Metepeira
Metepeira moyanicus es un género de arañas araneomorfas de la familia Araneidae. Se encuentra en América.

## Lista de especies
Según The World Spider Catalog 12.0:
- Metepeira arizonica Chamberlin & Ivie, 1942
- Metepeira atascadero Piel, 2001
- Metepeira bengryi (Archer, 1958)
- Metepeira brunneiceps Caporiacco, 1954
- Metepeira cajabamba Piel, 2001
- Metepeira calamuchita Piel, 2001
- Metepeira celestun Piel, 2001
- Metepeira chilapae Chamberlin & Ivie, 1936
- Metepeira comanche Levi, 1977
- Metepeira compsa (Chamberlin, 1916)
- Metepeira crassipes Chamberlin & Ivie, 1942
- Metepeira datona Chamberlin & Ivie, 1942
- Metepeira desenderi Baert, 1987
- Metepeira foxi Gertsch & Ivie, 1936
- Metepeira galatheae (Thorell, 1891)
- Metepeira glomerabilis (Keyserling, 1892)
- Metepeira gosoga Chamberlin & Ivie, 1935
- Metepeira grandiosa Chamberlin & Ivie, 1941
- Metepeira gressa (Keyserling, 1892)
- Metepeira inca Piel, 2001
- Metepeira incrassata F. O. Pickard-Cambridge, 1903
- Metepeira jamaicensis Archer, 1958
- Metepeira karkii (Tullgren, 1901)
- Metepeira labyrinthea (Hentz, 1847)
- Metepeira lacandon Piel, 2001
- Metepeira lima Chamberlin & Ivie, 1942
- Metepeira maya Piel, 2001
- Metepeira minima Gertsch, 1936
- Metepeira nigriventris (Taczanowski, 1878)
- Metepeira olmec Piel, 2001
- Metepeira pacifica Piel, 2001
- Metepeira palustris Chamberlin & Ivie, 1942
- Metepeira petatlan Piel, 2001
- Metepeira pimungan Piel, 2001
- Metepeira rectangula (Nicolet, 1849)
- Metepeira revillagigedo Piel, 2001
- Metepeira roraima Piel, 2001
- Metepeira spinipes F. O. Pickard-Cambridge, 1903
- Metepeira tarapaca Piel, 2001
- Metepeira triangularis (Franganillo, 1930)
- Metepeira uncata F. O. Pickard-Cambridge, 1903
- Metepeira ventura Chamberlin & Ivie, 1942
- Metepeira vigilax (Keyserling, 1893)
- Metepeira ypsilonota Mello-Leitão, 1940